# 강봉규 (연출가)
강봉규(1974년 ~ )는 KBS 예능본부의 전직 프로듀서, 現 (주)이엘미디어컴퍼니 대표이사이다.

## 학력
- 연세대학교 행정학과 학사

## 경력
- KBS 예능본부 PD
- KBS 예능운영팀 CP

## 연출한 프로그램
- 슈퍼맨이 돌아왔다(최초 기획 및 전 CP)[1]
- 편스토랑
- 열린음악회
- 여걸식스